# Donaustädte
Donaustädte ist die im 15. Jahrhundert aufgekommene Gesamtbezeichnung für die fünf, nur teilweise an der Donau gelegenen, Städte Mengen, Munderkingen, Riedlingen, Saulgau und Waldsee. Der Name wurde diesen Städten, die im 13./14. Jahrhundert an das Reich der Habsburger fielen und zu Vorderösterreich gerechnet wurden, von den damaligen österreichischen Kanzleien verliehen. Ohne förmlich reichsfrei zu sein, hatten sie doch ihre eigene Verwaltung mit ansehnlichen Freiheiten. 1384/86 verpfändete Herzog Leopold III. von Habsburg die Donaustädte an die Truchsessen von Waldburg. 1680 konnten sich die Donaustädte aus eigener Kraft aus der Pfandschaft lösen und unterstellten sich Österreich gegen die Zusage, dass sie nicht wieder verpfändet würden. Nun gehörten sie für etwas länger als ein Jahrhundert zu Schwäbisch-Österreich und kamen 1805/06 zu Württemberg.